# 푸젠 사범대학
푸젠 사범대학(福建师范大学)은 중화인민공화국 푸젠성 푸저우에 있는 4년제 공립 대학교이며 청나라 말기 시대이던 1907년 2월에 푸젠 전문사범학당(福建專門師範學堂)으로 첫 개교되었고 이후 중화인민공화국 정부 초중기 시대이던 1972년 5월에 푸젠 사범대학(福建师范大学)으로 교명 개칭되어 현재에 이르고 있다.